# (36496) 2000 QK49
2000 QK49 (asteroide 36496) é um asteroide da cintura principal. Possui uma excentricidade de 0.19709180 e uma inclinação de 1.96765º.
Este asteroide foi descoberto no dia 24 de agosto de 2000 por LINEAR em Socorro.